# Třída Parchim
Třída Parchim je třída protiponorkových fregat vyvinutých v Německé demokratické republice v době studené války. Sovětská kategorizace je malá protiponorková loď. Plavidla jsou navržena především k hlídkování v mělkých vodách Baltského moře. Byly to největší válečné lodě zkonstruované a postavené v NDR.
Kromě 16 jednotek projektu 133.1 (třída Parchim I) pro německé lidové námořnictvo bylo postaveno dalších 12 modifikovaných jednotek projektu 133.1M (třída Parchim II) pro sovětské námořnictvo. SSSR plavidla patrně objednal především s ohledem na podporu východoněmeckého průmyslu, neboť v některých ohledech zaostávala za sovětskými fregatami projektu 1124 (v kódu NATO třída Grisha). Na druhé straně složitější pohonný systém třídy Grisha vedl k jejímu dřívějšímu vyřazení, zatímco diesely poháněná třída Parchim II je k roku 2015 stále ve službě.
Po sjednocení Německa čtyři východoněmecké fregaty krátce provozovalo německé námořnictvo (Bundesmarine). Spolková republika Německo však v červenci 1992 všechny své fregaty jako nadbytečné prodala do Indonésie. Tam slouží jako hlídkové lodě. Všechny sovětské fregaty převzalo ruské námořnictvo, přičemž jejich počet ve službě postupně klesá.

## Stavba
Celou třídu postavily východoněmecké loděnice VEB Peenewerft ve Wolgastu. V letech 1981–1985 bylo postaveno celkem 16 jednotek varianty Parchim I. V letech 1986–1990 pak bylo dodáno dalších 12 jednotek verze Parchim II. Sovětský svaz celou třídu zařadil do Baltského loďstva.
Jednotky třídy Parchim:
| Jméno                          | Verze          | Spuštěna | Vstup do služby    | Status |
| ------------------------------ | -------------- | -------- | ------------------ | --- |
| Wismar (241)                   | projekt 133.1  | 1979     | 9. července 1981   | převzata německým námořnictvem, prodána Indonésii jako Sutanto (377), aktivní. |
| Parchim (242)                  | projekt 133.1  | 1979     | 9. dubna 1981      | Prodána Indonésii jako Sutedi Senpoputra (378), aktivní. |
| Perleberg (243)                | projekt 133.1  | 1980     | 19. září 1981      | Prodána Indonésii jako Wiranto (379), aktivní. |
| Bützow (244)                   | projekt 133.1  | 1980     | 30. prosince 1981  | Prodána Indonésii jako Memet Sastrawiria (380). Roku 2008 byla fregata poškozena požárem a následně vyřazena.                                                                      |
| Lübz (221)                     | projekt 133.1  | 1980     | 12. února 1982     | převzata německým námořnictvem, prodána Indonésii jako Tjut Nya Dhien (375), aktivní.                                                                                              |
| Bad Doberan (222)              | projekt 133.1  | 1980     | 30. června 1982    | Prodána Indonésii jako Sultan Thaha Syaifuddin (376), aktivní. |
| Güstrow (223)                  | projekt 133.1  | 1980     | 10. listopadu 1982 | Prodána Indonésii jako Hasan Basry (382), aktivní. |
| Waren (224)                    | projekt 133.1  | 1981     | 23. listopadu 1982 | Prodána Indonésii jako Nuku (373), aktivní. |
| Prenzlau (231)                 | projekt 133.1  | 1981     | 11. května 1983    | Prodána Indonésii jako Kapitan Patimura (371), aktivní. |
| Ludwigslust (232)              | projekt 133.1  | 1981     | 4. července 1983   | Prodána Indonésii jako Pati Unus (384). Dne 13. května 2016 byla fregata při plavbě Malackým průlivem do přístavu Belawan vážně poškozena kolizí s podpořskou překážkou. Vyřazena. |
| Ribnitz-Damgarten (233)        | projekt 133.1  |          | 29. října 1983     | Prodána Indonésii jako Untung Suropati (372), aktivní. |
| Teterow (234)                  | projekt 133.1  | 1982     | 27. ledna 1984     | převzata německým námořnictvem, prodána Indonésii jako Iman Bonjol (383), aktivní.                                                                                                 |
| Gadebusch (211)                | projekt 133.1  | 1982     | 27. ledna 1984     | převzata německým námořnictvem, prodána Indonésii jako Silas Papare (386), aktivní.                                                                                                |
| Grevesmühlen (212)             | projekt 133.1  | 1982     | 21. září 1984      | Převzata německým námořnictvem. Prodána Indonésii jako Teuku Umar (385), aktivní.                                                                                                  |
| Bergen (213)                   | projekt 133.1  |          | 1. února 1985      | Prodána Indonésii jako Tjiptadi (381), aktivní. |
| Angemünde (214)                | projekt 133.1  |          | 26. července 1985  | Prodána Indonésii jako Lambung Mangkurat (374), aktivní. |
| MRK-67 (301, ex 242, 233, 03)  | projekt 133.1M | 1986     | 30. června 1987    | Vyřazena 2005, sešrotována. |
| MRK-99 (308, ex 255, 04)       | projekt 133.1M | 1986     | 28. prosince 1987  | Přejmenována na Zelenodolsk. Aktivní. |
| MRK-105 (245, 05)              | projekt 133.1M | 1986     | 16. března 1988    | Vyřazena 2014. |
| MRK-192 (304, ex 247, 262, 01) | projekt 133.1M | 1985     | 19. prosince 1986  | Roku 2011 přejmenován na Urengoj. Aktivní. |
| MRK-205 (311, ex 223, 02)      | projekt 133.1M | 1985     | 28. dubna 1986     | Roku 1998 přejmenován na Kazaněc. Aktivní. |
| MRK-213 (226, ex 222, 06)      | projekt 133.1M | 1987     | 29. července 1988  | Vyřazena 2004, sešrotována. |
| MRK-216 (258, ex 07)           | projekt 133.1M | 1987     | 30. září 1988      | Vyřazena 2005, sešrotována. |
| MRK-219 (209, ex 08)           | projekt 133.1M | 1987     | 23. prosince 1988  | Vyřazena 2002, sešrotována. |
| MRK-224 (218, ex 09)           | projekt 133.1M | 1988     | 31. března 1989    | Roku 2005 přejmenován na Alexin. Aktivní. |
| MRK-227 (243, ex 10)           | projekt 133.1M | 1988     | 29. června 1989    | Roku 2015 přejmenován na Kabardino-Balkaria. Aktivní. |
| MRK-228 (244, ex 11)           | projekt 133.1M | 1988     | 26. září 1989      | Roku 1999 přejmenován na Bashkortostan. Vyřazena 2010. |
| MRK-229 (232, ex 12)           | projekt 133.1M | 1989     | 6. dubna 1990      | Roku 1996 přejmenován na Kalmykiya. Aktivní. |

## Konstrukce

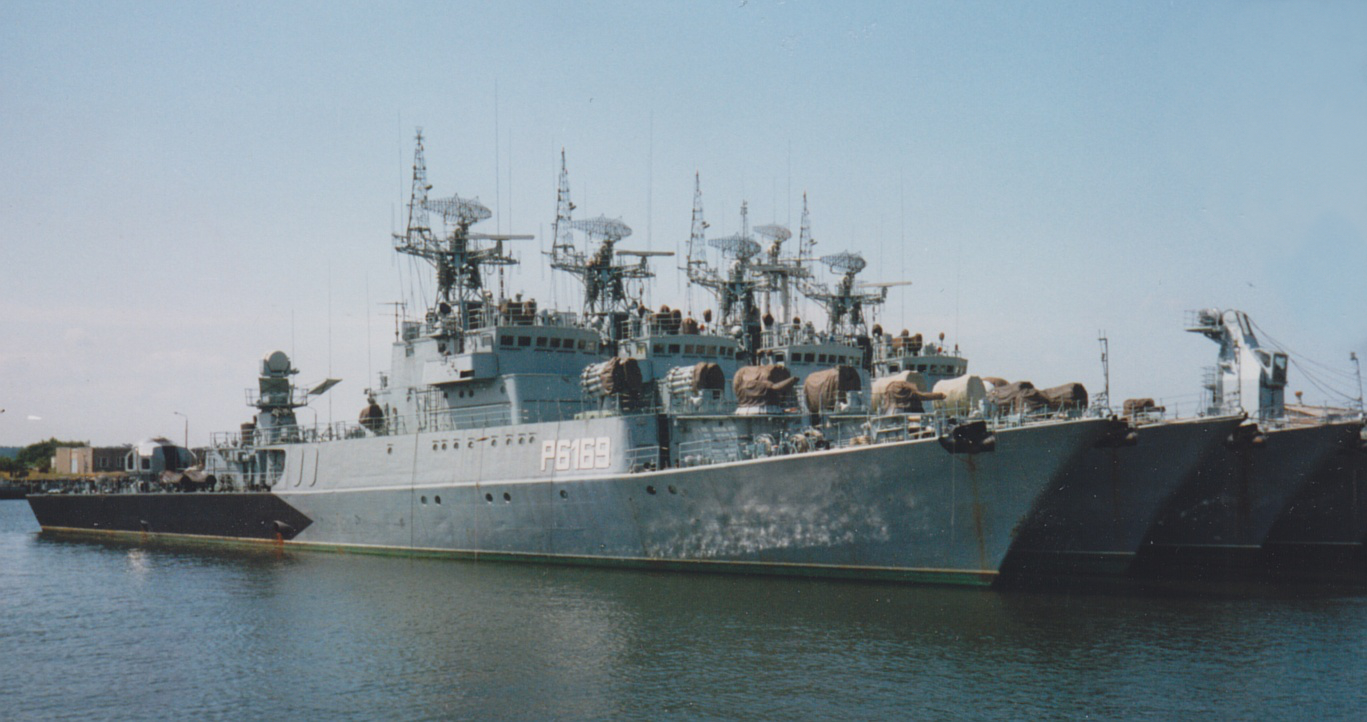
Východoněmecké fregaty třídy Parchim I

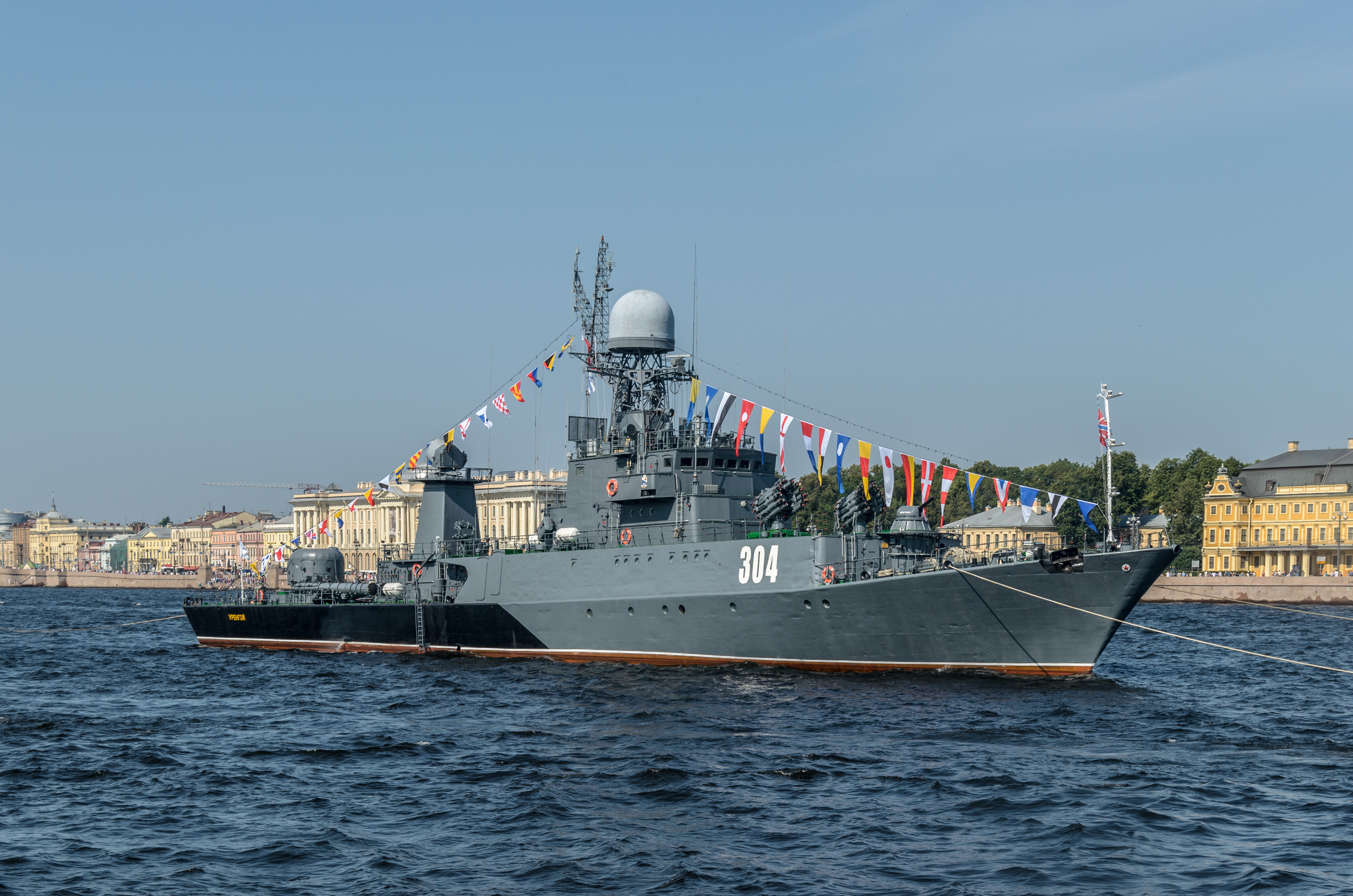
Ruská fregata Urengoj verze Parchim II

### Parchim I
Výzbroj tvoří dělová věž se dvěma 57mm kanóny AK-725 na zádi, dva 30mm kanóny AK-230, dva vrhače raketových hlubinných pum RBU-6000 a čtyři jednohlavňové 406mm torpédomety. Na palubě jsou dále dva čtyřnásobné protiletadlové raketové komplety Strela 2M. Pohonný systém tvoří tři dieselové motory o výkonu 14 250 BHP, pohánějící tři lodní šrouby. Nejvyšší rychlost dosahuje 24 uzlů. Dosah je 2 200 námořních mil při rychlosti 14 uzlů. V roce 2015 byl 30mm dvojkanón AK-230 indonéských fregat nahrazen jedním 30mm kanónem.

### Parchim II
Pro sovětský svaz postavené fregaty mají odlišnou výzbroj a výstroj. Dostaly námořní a vzdušný vyhledávací radar MR-352 Pozitiv, sonary MGK-335MS Platina-MS a MG-349 Už a komunikační systém MG-35 Štil-2. Palbu palubních kanónů řídí systém MR-123 Vympel. Výzbroj tvoří jeden dvouúčelový 76mm kanón AK-176 ve věži na zádi (zásoba 300 nábojů), jeden 30mm kanónový komplet AK-630 (3000 nábojů), dva čtyřnásobné protiletadlové raketové komplety Strela 2M se zásobou 16 střel, dva vrhače raketových hlubinných pum RBU-6000, dva dvojité 533mm torpédomety a dva klasické vrhače hlubinných pum. Alternativně mohou nést námořní miny. Pohonný systém tvoří tři diesely M-504A, každý o výkonu 4750 hp, pohánějící tři lodní šrouby. Nejvyšší rychlost dosahuje 24,5 uzlu. Dosah je 2 200 námořních mil při rychlosti 12 uzlů (jinde uvedeno 2 500 námořních mil při 12 uzlech).